# جیلفیر
جیلفیر (ترکی آذربایجانی: Cılfır) یک منطقهٔ مسکونی در جمهوری آرتساخ است که در استان کاشاتاق واقع شده‌است.